# Stanisław Jamrozek

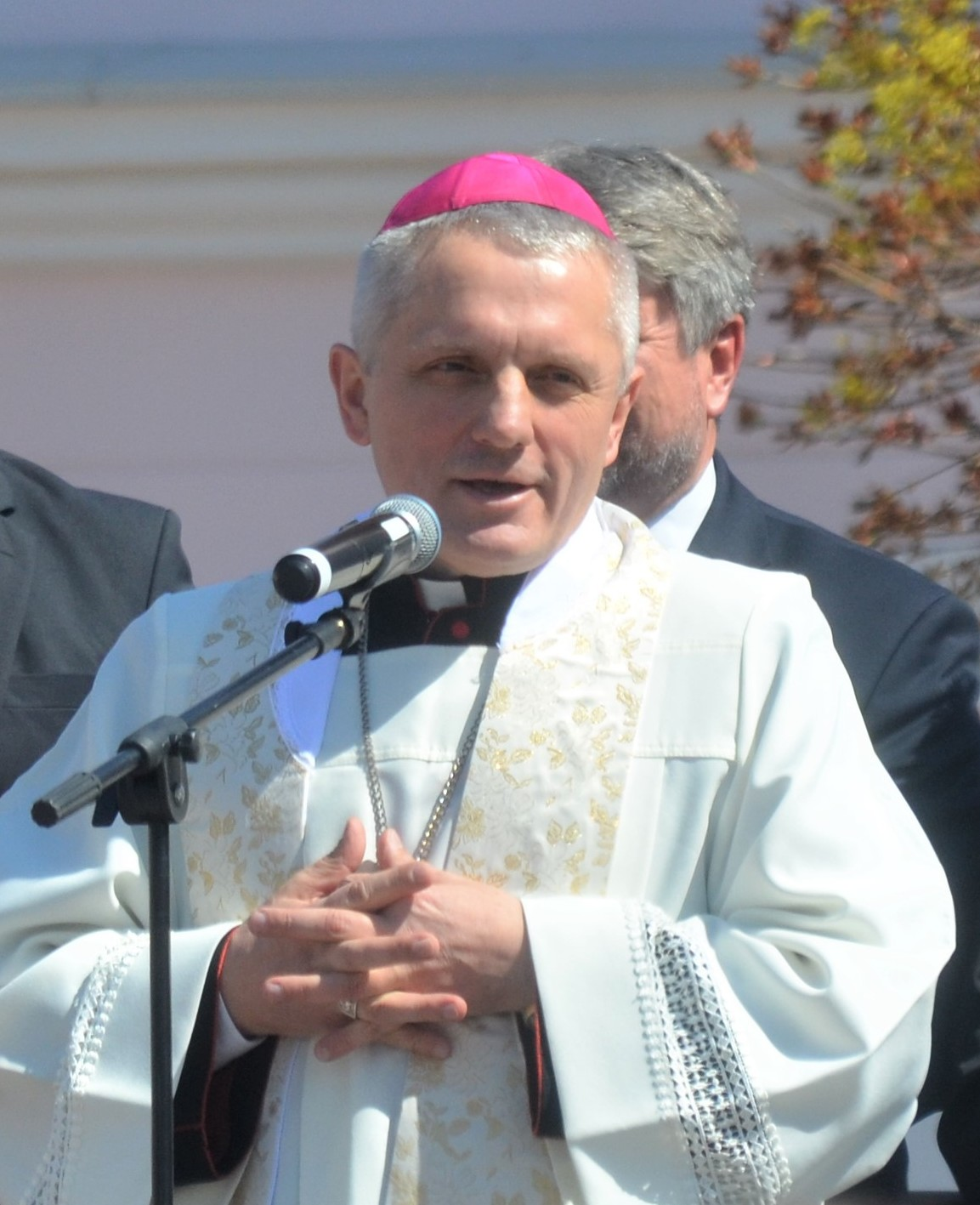
Stanisław Jamrozek (2019)

Bischofswappen von Stanisław Jamrozek

Stanisław Jamrozek (* 5. Mai 1960 in Rzeszów) ist ein polnischer römisch-katholischer Geistlicher und Weihbischof in Przemyśl.

## Leben
Stanisław Jamrozek wuchs in Malawa auf. Er besuchte zuerst die dortige Grundschule und später die Baufachschule in Rzeszów. Nachdem er dort 1980 das Abitur erlangt hatte, arbeitete er zunächst als Bauarbeiter. Ab 1983 studierte er Philosophie und Katholische Theologie am Priesterseminar in Przemyśl. Mit der Arbeit Wpływ udziału w Ruchu Odnowy w Duchu Świętym na hierarchię wartości u młodzieży („Der Einfluss der Teilnahme an der Heilig-Geist-Erneuerungsbewegung auf die Wertehierarchie bei jungen Menschen“) erwarb er einen Magister Theologiae. Er wurde am 13. Januar 1989 zum Diakon geweiht und empfing am 14. Juni 1989 durch den Bischof von Przemyśl, Ignacy Tokarczuk, das Sakrament der Priesterweihe für das Bistum Przemyśl (ab 1992 Erzbistum Przemyśl).
Nach der Priesterweihe war Jamrozek zunächst als Pfarrvikar der Pfarrei Hl. Bischof Stanislaus in Rymanów-Zdrój tätig. 1992 setzte er seine Studien an der Katholischen Universität Lublin fort, an der er 1994 ein Lizenziat im Fach Katholische Theologie erwarb. Anschließend wirkte er zwei Jahre als persönlicher Sekretär des Erzbischofs von Przemyśl, Józef Michalik. 1996 wurde er für weiterführende Studien nach Rom entsandt, wo er im Jahr 2000 an der Päpstlichen Universität Heiliger Thomas von Aquin mit der Arbeit L’umiltà ed il suo significato nella vita cristiana. Studio teologico-spirituale basato sugli scritti del servo di Dio Jan Balicki („Die Demut und ihre Bedeutung für das christliche Leben. Eine theologisch-spirituelle Studie auf der Grundlage der Schriften des Dieners Gottes Jan Balicki“) zum Doktor der Theologie im Fach Spirituelle Theologie promoviert wurde. Nach der Rückkehr in seine Heimat war Jamrozek ein Jahr als Seelsorger am Zentrum für christliche Bildung und Kultur in Jarosław tätig. Ab 2001 wirkte er als Spiritual am Priesterseminar in Przemyśl, an dem er auch Spirituelle Theologie, Hagiographie und Italienisch lehrte. Darüber hinaus wurde er 2009 Domherr an der Kathedrale von Przemyśl. Zudem fungierte er bereits ab 2003 als Postulator im Seligsprechungsprozess für Józef und Wiktoria Ulma. Ferner engagierte er sich in der seelsorglichen Begleitung alkoholkranker Menschen und übernahm mehrere Jahre während seines Urlaubs Vertretungen in einer Pfarrei in der Nähe von Mailand.
Am 20. April 2013 ernannte ihn Papst Franziskus zum Titularbischof von Chełm und bestellte ihn zum Weihbischof in Przemyśl. Der Erzbischof von Przemyśl, Józef Michalik, spendete ihm am 20. Mai desselben Jahres in der Kathedrale von Przemyśl die Bischofsweihe; Mitkonsekratoren waren der Apostolische Nuntius in Polen, Erzbischof Celestino Migliore, und der Weihbischof in Przemyśl, Adam Szal. Sein Wahlspruch Veritatis evangelio servire („Dem Evangelium der Wahrheit dienen“) stammt aus Kol 1,5 . Als Weihbischof ist Jamrozek Generalvikar des Erzbistums Przemyśl.
In der Polnischen Bischofskonferenz fungiert Jamrozek zudem seit 2017 als Delegierter für die Bewegungen, Gruppen, Gemeinschaften und Gesellschaften für die Inthronisierung Jesu Christi. Außerdem ist er seit 2017 Kaplan des Lazarus-Ordens und geistlicher Protektor der Komturei Karpatenvorland.

## Wappen
Das Wappen von Stanisław Jamrozek ist in eine blaue und eine rote Hälfte geteilt. Auf dem blauen Feld ist die Initiale M mit einer Lilie und einer goldenen Krone darüber dargestellt. Diese Elemente nehmen Bezug auf die Gottesmutter Maria und ihre Reinheit und Demut sowie ihre königliche Würde. Der blaue Hintergrund steht für den Himmel. Das rote Feld zeigt ein aufgeschlagenes Buch mit den roten griechischen Buchstaben Alpha und Omega und einem goldenen Schwert im Hintergrund. Diese Symbole stehen für das Evangelium Christi. Das Alpha und das Omega symbolisieren dabei die Fülle der Offenbarung Christi. Diese Symbole sind überdies Attribute des Apostels Paulus, der eifrig und mutig das Evangelium verkündete und dafür das Martyrium erlitt. Der rote Hintergrund steht für das Martyrium des Apostels Paulus.

## Schriften
- L’umiltà ed il suo significato nella vita cristiana. Studio teologico-spirituale basato sugli scritti del servo di Dio Jan Balicki. Pontificia Università San Tommaso d’Aquino, Rom 2000, OCLC 1413106668.
- Bł. Jan Balicki – blisko ludzkiej biedy. In: Pastores. Band 60, Nr. 3, 2013, OCLC 899899170, S. 62–69 (pastores.pl).